# Parafia św. Anny w Wadowicach Górnych
Parafia pw. Świętej Anny w Wadowicach Górnych – parafia rzymskokatolicka z siedzibą w Wadowicach Górnych w dekanacie Radomyśl Wielki diecezji tarnowskiej.
Parafię prowadzą księża diecezjalni.
Parafia została erygowana w XIII wieku. Obecny murowany kościół parafialny zbudowano w 1913 roku według projektu architekta Teodora Talowskiego. Konsekracji w 1925 roku dokonał biskup tarnowski Leon Wałęga.

## Zasięg parafii
Do parafii należą wierni z miejscowości: Wadowice Górne, Przebendów i Wampierzów z kaplicą filialną, Piątkowiec (niewielka część) i Wadowice Dolne (niewielka część).